# Jevington
Jevington är en by i civil parish Willingdon and Jevington, i distriktet Wealden, i grevskapet East Sussex i England. Byn är belägen 17 km från Lewes. Jevington var en civil parish fram till 1990 när blev den en del av Willingdon and Jevington. Civil parish hade 188 invånare år 1961. Byn nämndes i Domedagsboken (Domesday Book) år 1086, och kallades då Lov(r)ingetone.